# شوتا فوغيو
شوتا فوغيو (باليابانية: 藤尾翔太) هو لاعب كرة قدم ياباني في مركز الهجوم، ولد في 2 مايو 2001 في أوساكا في اليابان. لعب مع سيريزو أوساكا.

## وصلات خارجية
- شوتا فوغيو على موقع رابطة كرة القدم اليابانية للمحترفين (اليابانية)
- شوتا فوغيو على موقع إي إس بي إن إف سي (الإنجليزية)
- شوتا فوغيو على موقع قاعدة بيانات كرة القدم.إي يو (الإنجليزية)
- شوتا فوغيو على موقع Soccerbase.com (لاعب) (الإنجليزية)
- شوتا فوغيو على موقع Soccerway.com (الإنجليزية)
- شوتا فوغيو على موقع عالم كرة القدم.نت (الإنجليزية)